# Route nationale 181
Die N181 war eine französische Nationalstraße, die 1824 zwischen Pacy-sur-Eure und Breteuil verlief. Sie geht auf die Route impériale 36 zurück. Ihre Länge betrug 108 Kilometer. 1973 wurde die N1 zwischen Beauville und Abbeville über Amiens gelegt. Dadurch übernahm diese von der N181 den Abschnitt zwischen Beauvais und Breteuil. Der Rest der N181 wurde abgestuft. Seit 2006 ist auch der von der N1 übernommene Abschnitt abgestuft.